# کتابخانه عمومی کوئینز
کتابخانه عمومی کوئینز (QPL) که با نام‌های کتابخانه عمومی شهرستان کوئینز و کتابخانه کوئینز (QL) نیز شناخته می‌شود، کتابخانه عمومی ناحیه کوئینز و یکی از سه سیستم کتابخانه عمومی در شهر نیویورک است. این کتابخانه یکی از بزرگ‌ترین سیستم‌های کتابخانه‌ای در جهان از نظر تیراژ است که در سال مالی ۲۰۱۵ میزان ۱۳/۵ میلیون مورد را امانت داده است و از نظر حجم، یکی از بزرگ‌ترین سیستم‌های کتابخانه در کشور محسوب می‌شود. برپایه داده‌های وب سایت آن، این کتابخانه حدود ۷/۵ میلیون مورد دارد که ۱/۴ میلیون آن در کتابخانه مرکزی آن در جامائیکا، کوئینز است. این کتاب توسط مجله Library «کتابخانه برگزیده سال ۲۰۰۹» نامگذاری شد.
اگرچه در سال ۱۸۵۸ به صورت اشتراکی سازماندهی شد، کتابخانه مرکزی اصلی در بلوار پارسونز در جامائیکا در سال ۱۹۳۰ افتتاح شد و بعداً با معماری چهار طبقه با مضمون احیای رنسانس گسترش یافت. قدمت تأسیس اولین کتابخانه کوئینز در فلاشینگ به سال ۱۹۵۸ برمی‌گردد، و به یکی از بزرگ‌ترین سیستم‌های کتابخانه عمومی در ایالات متحده تبدیل شده است که شامل ۶۲ شعبه در سراسر منطقه می‌باشد. کتابخانه عمومی کوئینز به جمعیت ۲/۳ میلیونی کوئینز خدمات می‌دهد که یکی از بزرگ‌ترین جمعیت مهاجر در کشور است. در نتیجه، درصد زیادی از مجموعه‌های کتابخانه به زبان‌هایی غیر از انگلیسی، به‌ویژه اسپانیایی، چینی، کره‌ای و روسی هستند.

## تاریخچه

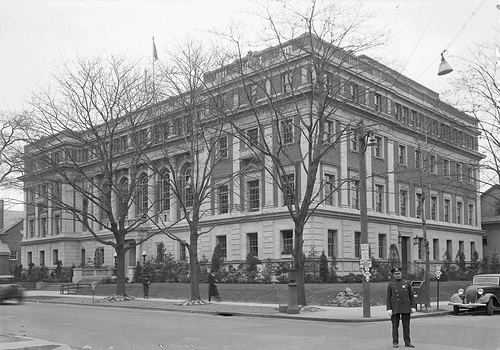
کتابخانه مرکزی قدیمی

اولین کتابخانه در کوئینز در سال ۱۸۵۸ در فلاشینگ به صورت آبونمان تأسیس شد. این کتابخانه در سال ۱۸۶۹ به یک کتابخانه تیراژ آزاد تبدیل شد

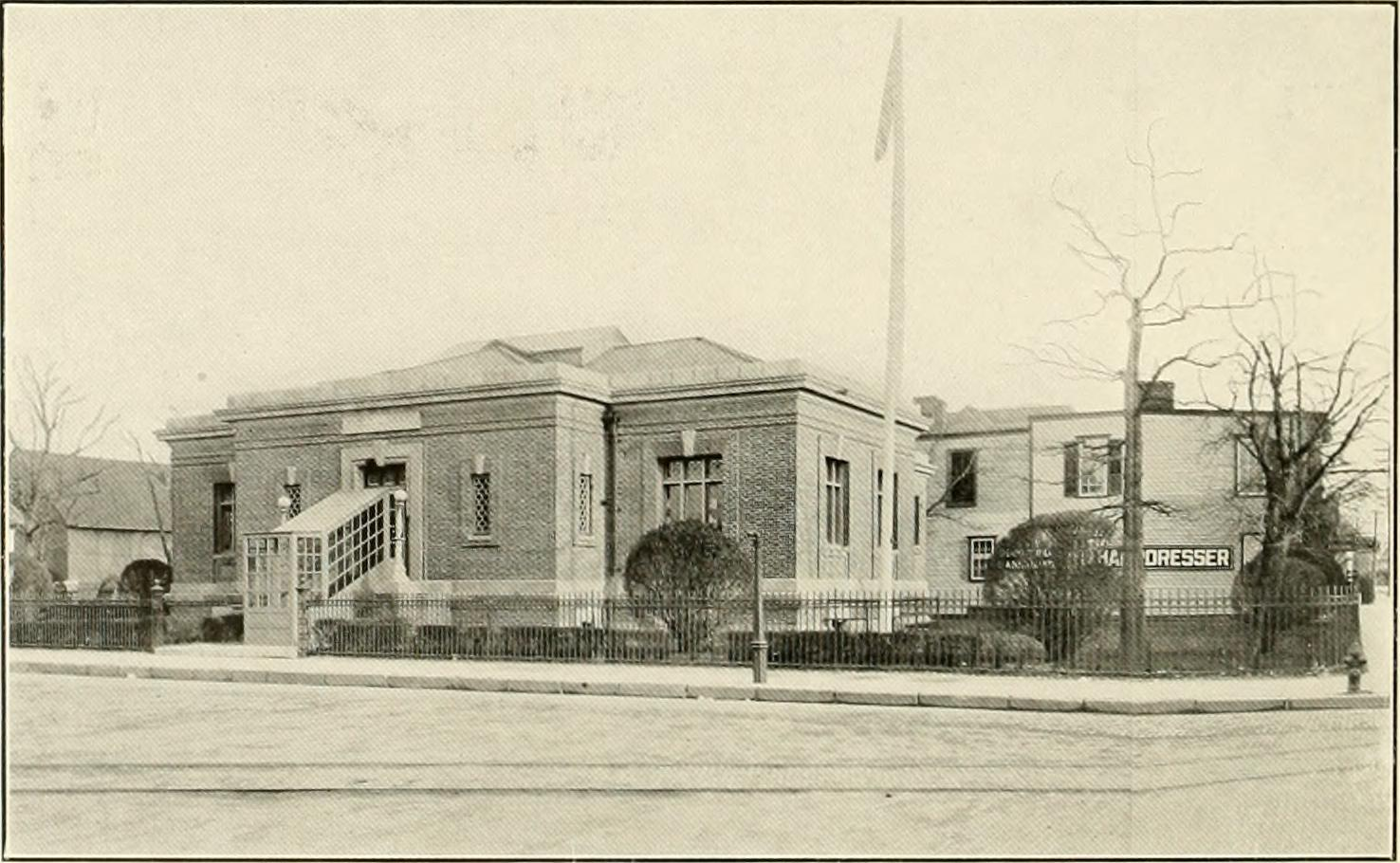
شاخه اصلی Far Rockaway که بعداً در اثر آتش‌سوزی از بین رفت